# Ibréhima Coulibaly
Ibréhima Coulibaly (Créteil, 30 agosto 1989) è un calciatore francese naturalizzato mauritano, centrocampista dell'Haguenau e della nazionale mauritana.

## Carriera

### Club
Ha giocato nella seconda divisione francese.

### Nazionale
Nel 2019 ha esordito con la nazionale mauritana, con la quale nel medesimo anno ha partecipato alla Coppa d'Africa. Ha nuovamente partecipato alla Coppa d'Africa nel 2021.

## Statistiche

### Cronologia presenze e reti in nazionale
| Cronologia completa delle presenze e delle reti in nazionale ― Mauritania | Cronologia completa delle presenze e delle reti in nazionale ― Mauritania | Cronologia completa delle presenze e delle reti in nazionale ― Mauritania | Cronologia completa delle presenze e delle reti in nazionale ― Mauritania | Cronologia completa delle presenze e delle reti in nazionale ― Mauritania | Cronologia completa delle presenze e delle reti in nazionale ― Mauritania | Cronologia completa delle presenze e delle reti in nazionale ― Mauritania | Cronologia completa delle presenze e delle reti in nazionale ― Mauritania |
| Data                                                                      | Città                                                                     | In casa                                                                   | Risultato                                                                 | Ospiti                                                                    | Competizione                                                              | Reti                                                                      | Note                                                                      |
| ------------------------------------------------------------------------- | ------------------------------------------------------------------------- | ------------------------------------------------------------------------- | ------------------------------------------------------------------------- | ------------------------------------------------------------------------- | ------------------------------------------------------------------------- | ------------------------------------------------------------------------- | ------------------------------------------------------------------------- |
| 24-06-2019                                                                | Suez                                                                      | Mali                                                                      | 4 – 1                                                                     | Mauritania                                                                | Coppa d'Africa 2019 - 1º turno                                            | -                                                                         | 46’                                                                       |
| 02-07-2019                                                                | Suez                                                                      | Mauritania                                                                | 0 – 0                                                                     | Tunisia                                                                   | Coppa d'Africa 2019 - 1º turno                                            | -                                                                         | 45+2’                                                                     |
| Totale                                                                    |                                                                           | Presenze                                                                  | 2                                                                         |                                                                           | Reti                                                                      | 0                                                                         |                                                                           |

## Palmarès

### Club

#### Competizioni nazionali
- Championnat National: 1

Orléans: 2013-2014